# Herbert Heyes

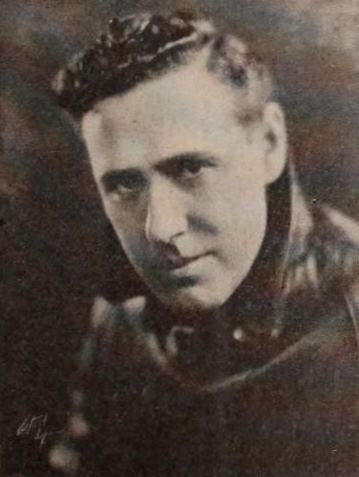
Herbert Heyes (1920)

Herbert Harrison Heyes (* 3. August 1889 in Vader, Washington; † 31. Mai 1958 in Los Angeles, Kalifornien) war ein US-amerikanischer Schauspieler in Theater, Fernsehen sowie Stumm- und Tonfilmen.

## Leben und Karriere
Bereits im frühen Jugendalter stand Herbert Heyes auf der Bühne und war mit 20 Jahren Hauptdarsteller einer reisenden Theatergruppe. Er war bereits ein bekannter Schauspieler, als er im Jahr 1916 von dem Filmstudio Fox Film Corporation verpflichtet wurde. In den folgenden Jahren drehte er insgesamt fünf Stummfilme mit Theda Bara. Ab etwa 1924 zog er sich für fast 20 Jahre aus dem Filmgeschäft zurück. In dieser Zeit arbeitete er in New York als Theater- und Radioschauspieler.
Ab 1942 stand Heyes wieder regelmäßig für Hollywood-Filme vor der Kamera, wobei der inzwischen ergraute Charakterdarsteller nun Nebenrollen spielte. Mitte der 1940er-Jahre übernahm er Rollen in vier Broadway-Stücken. In den 1950er-Jahren spielte Heyes meist würdevoll auftretende Nebenfiguren, häufig gesellschaftlich angesehenen Ranges, darunter Richter, Generäle, Politiker oder Priester. Zu seinen bekanntesten Rollen zählen der wohlhabende Fabrikant und Onkel von Montgomery Clifts Hauptfigur in dem oscarprämierten Filmdrama Ein Platz an der Sonne (1951), der zukünftige Schwiegervater von Ronald Reagan in der Komödie Bedtime for Bonzo (1951) sowie ein erfahrener Reporter in Samuel Fullers Film noir Park Row (1952). Seine letzte Filmrolle war ein kleiner Auftritt im Monumentalfilm Die zehn Gebote, im US-Fernsehen trat er allerdings noch in seinem Todesjahr in zwei Fernsehserien in Gastrollen auf. Insgesamt war Heyes zwischen 1915 und 1958 in insgesamt über 130 Film- und Fernsehproduktionen zu sehen.
Herbert Heyes war ab 1913 mit der Schauspielerin Mildred von Hollen (1891–1971) verheiratet. Das Paar hatte zwei Kinder, darunter den späteren Schauspieler und Drehbuchautoren Douglas Heyes. Nach der Scheidung von Mildred van Hollen heiratete Heyes im Jahr 1934 Helen Millard Ward, mit der er bis zu seinem Tod verheiratet blieb.

## Filmografie (Auswahl)
- 1915: A Man Afrid (Kurzfilm)
- 1917: The Darling of Paris
- 1918: Salome
- 1921: The Queen of Sheba
- 1923: One Stolen Night
- 1942: Destination Unknown
- 1942: Tennessee Johnson
- 1943: Botschafter in Moskau (Mission to Moscow)
- 1944: Main Street Today
- 1944: Wilson
- 1944: Alarm im Pazifik (The Fighting Seabees)
- 1947: Geheimagent T (T-Men)
- 1947: Das Wunder von Manhattan (Miracle on 34th Street)
- 1950: Tripolis (Tripoli)
- 1950: Den Morgen wirst du nicht erleben (Kiss Tomorrow Goodbye)
- 1950: Menschen ohne Seele (Union Station)
- 1951: Bis zum letzten Atemzug (Only The Valiant)
- 1951: Ein Platz an der Sonne (A Place in the Sun)
- 1951: Bedtime for Bonzo
- 1952: Wildes Blut (Ruby Gentry)
- 1952: Stärker als Ketten (Carbine Williams)
- 1952: Wofür das Leben sich lohnt (Something to Live For)
- 1952: Park Row
- 1953: Diese Frau vergißt man nicht (Let’s Do It Again)
- 1955: Komödiantenkinder (The Seven Little Foys)
- 1955: Alle Herrlichkeit auf Erden (Love is a Many Splendored Thing)
- 1955: Am fernen Horizont (The Far Horizons)
- 1955: Pantherkatze (New York Confidential)
- 1955: Verdammt zum Schweigen (The Court-Martial of Billy Mitchell)
- 1956: Die zehn Gebote (The Ten Commandments)